# Климчак, Иван Васильевич
Иван Васильевич Климчак (укр. Іван Васильович Климчак; псевдоним: «Лысый») — украинский коллаборационист, служивший в украинской вспомогательной полиции Третьего рейха и хорунжий УПA. Командир куреня «Буг» в ВО-3 «Туров», группы УПА-Север.

## Биография
Родился в с. Тартаков Сокальского района Львовской обл. Окончил гимназию, член ОУН.
Арестовывался в 1938 г. полицией, осужден во Львове на 2 года заключения. Вышел на свободу в сентябре 1939 г. после краха Польши.
В начале ноября 1940 нелегально перешел советско-немецкую границу, прошел организационное обучение руководителей ОУН в г. Кракове.
Семью Климчака 24.01.1941 г. арестовали органы НКВД, родителей расстреляли 23.06.1941 г. во Львове.
С началом нацистской оккупации Украины был одним из организаторов школы для подготовки украинских полицаев в Луцке, которую немецкие оккупационные власти назвали «Сельскохозяйственной школой».
Весной 1942 года поступил на службу в 103-й батальон шуцманшафта в Мацееве (ныне Луков Волынской области), где стал командиром одного из взводов. 10 сентября 1942 года, батальон, в том числе и сам Иван Климчак, принял участие в расстреле 1512 евреев из Турийского гетто.
В ночь с 25 на 26 марта 1943 Мацеев был атакован немногочисленными отрядами Украинской повстанческой армии (УПА), после чего 103-й батальон шуцманшафта в полном составе дезертировал и присоединился к УПА. Этот переход был запланирован заранее, и готовил его именно Иван Климчак. После этого он под псевдонимом «Лысый» возглавил сначала сотню, а потом и курень УПА под названием «Буг», сформированный из его бывших сослуживцев.
На Пасху 1943 года отряд «Лысого» у села Гута отразил нападение немцев, убив (по, собственным данным) около 120 человек.
В ночь с 19 на 20 августа 1943 курень Климчака принимал участие в атаке на Камень-Каширский.
30 августа 1943 года курень УПА «Буг» под командованием Климчака уничтожил польские сёла Островки и Воля Островецая на Волыни в Любомльском районе, вследствие чего было убито более 1100 поляков, в том числе 446 детей.
В августе 1944 года он стал командиром бригады «Пилявцы» округа УПА «Завихост».
Погиб 23 октября 1944 в бою с НКВД возле села Плоское Шацкого района Волынской обл. Тело погибшего Ивана Климчака было выставлено для обозрения на виселице в г. Шацк.